# Humankind
Humankind est un jeu vidéo de stratégie de type 4X développé par Amplitude Studios et édité par Sega. Initialement prévu  le 22 avril 2021, le jeu est sorti le 17 août 2021 sur Windows, macOS et Stadia. Le 22 août 2023, une version console sort sur PS4, PS5, Xbox One et Xbox Series.

## Système de jeu
Humankind est un jeu 4X comparable à la série Civilization. Les joueurs mènent leur civilisation à travers sept époques majeures de la civilisation humaine : le néolithique, l'ère ancienne (premières civilisations antiques, telles que les babyloniens ou les égyptiens), l'antiquité classique (civilisations de la fin de l'antiquité, telles que les romains et les grecs), le moyen-âge, l'époque moderne, l'ère industrielle, et contemporaine. Les joueurs devront étendre leur civilisation, développer des villes, contrôler des armées et d'autres unités alors qu'ils interagissent avec d'autres civilisations sur la planète virtuelle, générées aléatoirement au début d'une nouvelle partie. Une caractéristique distinctive de Humankind est que, dans chacune des époques, le joueur sélectionne l'un des dix types de civilisation en fonction des sociétés historiques ; cette sélection offre à la fois des bonus et des pénalités sur la façon dont le joueur peut construire la civilisation. Parce qu'un joueur peut sélectionner différentes civilisations comme modèle sur lequel s'appuyer, il existe potentiellement un million de modèles de civilisation différents qu'un joueur peut finalement développer.
La construction des villes suit un modèle similaire du jeu Endless Legend, du même développeur. Un continent possèdera plusieurs territoires, et le joueur ne pourra construire qu'une seule ville sur ce territoire. Au fil du temps, ils peuvent étendre cette ville, en ajoutant des fermes et d'autres ressources périphériques ainsi que des zones urbaines plus denses plus près du centre-ville. Cela permet la création de grandes métropoles sur chaque territoire. Les joueurs peuvent également avoir besoin de s'engager dans un combat avec les forces ennemies. Lorsque cela se produit, le jeu utilise une approche de jeu de rôle tactique pour une résolution détaillée de ces batailles, donnant au joueur une chance de profiter du terrain et des capacités spéciales de leurs unités. Au cours de ces échauffourées, les batailles ne peuvent durer que trois tours de combat avant le retour du jeu dans le monde, de sorte que des guerres prolongées peuvent se produire sur plusieurs années à l'échelle du monde.
Pendant le jeu, le joueur accumule des ressources (la nourriture, l'industrie, l'or, la science et l'influence) pouvant être utilisées pour accélérer la production et faire avancer la technologie, ou bien échangées avec d'autres cultures. Humankind inclut également la renommée, liée au fait d'être la première civilisation à découvrir certaines technologies ou à construire des merveilles du monde. La renommée est une mesure persistante du succès des civilisations les unes par rapport aux autres, et peut avoir des impacts sur les décisions ultérieures du jeu. Contrairement à des jeux comme Civilization intégrant plusieurs conditions de victoire, la victoire dans Humankind est basée uniquement sur le score de renommée après un nombre de tours prédéterminé. Mais il est quand même possible de les modifier.

## Développement
Humankind est annoncé à l'occasion de la gamescom 2019. Le jeu est développé par Amplitude Studios, acquis par l'éditeur Sega en 2016. Le studio a déjà sorti des jeux de stratégie au tour par tour 4X, dont Endless Space et Endless Space 2 en 2012 et 2017, situés dans un cadre de science-fiction.
Lors du PC Gaming Show en juin 2020 il est annoncé que le jeu sortira finalement en 2021. Le développeur a aussi annoncé qu'il invite les joueurs à participer au développement du jeu de différentes manières, comme en offrant des retours sur leurs attentes. Une démo est lancée sur Stadia en octobre 2020.

## Contenus téléchargeables
Comme pour ses jeux précédents, Amplitude supporte Humankind avec des mises à jour gratuites et du contenu additionnel payant.

### Cultures of Africa
Le 20 janvier 2022, Amplitude sort un contenu additionnel introduisant 6 cultures africaines et 7 peuples indépendants.

### Cultures of Latin America
Le 9 juin 2022, un lot additionnel de 6 cultures latinoaméricaines est proposé aux joueurs.

### Together We Rule
Le 9 novembre 2022, la première extension majeure introduit à la fois du contenu et des nouvelles mécaniques de jeu.
Pour le contenu, six nouvelles cultures (une pour chaque époque) sont ajoutées : les Sumériens, la dynastie des Han, les Bulgares, les Suisses, les Écossais et les Singapouriens. En plus des nouvelles merveilles et événements narratifs, Together We Rule refond le système de diplomatie, ajoutant un congrès mondial et des agents qui peuvent effectuer diverses actions contre les factions adverses.
PCGamesN souligne que ce "contenu est à la fois léger et essentiel", et PCInvasion note "l'ajout de nouvelles fonctionnalités pour garder l'ensemble frais". Always For Keyboard salue un contenu qui "approfondit la richesse de Humankind" via "une immense variété de nouveaux builds".

### Cultures of Oceania
Le 11 septembre 2023, Amplitude sort un contenu additionnel de 6 civilisations océaniennes.

## Univers sonore
Le jeu contient 13h30 de sons environnementaux ainsi que 280 musiques, soit plus de 8 heures d'écoute, composées par Arnaud Roy avec la participation de 63 musiciens et une chorale de 20 chanteurs.

## Accueil
Humankind reçoit un accueil critique « généralement favorable », obtenant la note de 80/100 sur l'agrégateur Metacritic.